# Zarszyn (gmina)
Zarszyn – gmina wiejska w województwie podkarpackim, w powiecie sanockim. Siedzibą gminy jest Zarszyn.
W latach 1975–1998 gmina położona była w województwie krośnieńskim.
Według danych z 31 grudnia 2020 r. gminę zamieszkiwały 9201 osób.

## Położenie
Gmina Zarszyn leży w obrębie Dołów Jasielsko-Sanockich, a jej południowa część zajmuje fragment Pogórza Karpackiego. Główną rzeką gminy jest Pielnica, której źródła znajdują się w paśmie Bukowicy, w pobliżu Woli Sękowej. Doły Jasielsko-Sanockie wyniesione 220–300 m n.p.m. to rozległe obniżenie śródgórskie o długości ponad 75 km i szerokości przeszło 15 km. W tym obniżeniu śródgórskim występuje szereg kotlin mniejszych i większych oddzielonych wzniesieniami i garbami o różnej wysokości. Położenie geograficzne Gminy Zarszyn wyznaczają współrzędne 49°35′16″N szerokości geograficznej północnej i 22°00′44″E długości geograficznej wschodniej. Powierzchnia Gminy wynosi 106 km²

## Historia

### 1934–1954
Gmina zbiorowa Zarszyn została utworzona 1 sierpnia 1934 roku w powiecie sanockim w woj. lwowskim z dotychczasowych jednostkowych gmin wiejskich: Bażanówka, Besko, Długie, Dudyńce, Jaćmierz, Jędruszkowce, Markowce, Mymoń, Nowosielce, Odrzechowa, Pielnia, Pisarowce, Pobiedno, Posada Jaćmierska, Posada Zarszyńska, Strachocina i Zarszyn. Gminy te przekształcono 17 września 1934 w  17 gromad (sołectw) gminy Zarszyn.
Po wojnie gmina znalazła się w powiecie sanockim w nowo utworzonym woj. rzeszowskim. Według stanu z 1 lipca 1952 liczyła nadal 17 gromad. 
Gmina została zniesiona 29 września 1954 roku wraz z reformą wprowadzającą gromady w miejsce gmin. Jej obszar wszedł w skład nowych gromad: Besko, Jaćmierz, Markowce, Nowosielce, Odrzechowa, Pakoszówka i Zarszyn.

### 1973–
Gminę Zarszyn reaktywowano w związku z kolejną reformą administracyjną 1 stycznia 1973 w woj. rzeszowskim, tym razem w powiecie krośnieńskim. Gmina objęła 12 sołectw: Bażanówka, Besko, Długie, Jaćmierz, Mymoń, Nowosielce, Odrzechowa, Pielnia, Poręby, Posada Jaćmierska, Posada Zarszyńska i Zarszyn.
Nowa gmina Zarszyn objęła obszar znacznie mniejszy niż w odsłonie sprzed 1954 roku, ponieważ część jej dawnego terytorium włączono do gmin: Bukowsko (Dudyńce i Pobiedno) i Sanok (Jędruszkowce, Markowce, Pisarowce i Strachocina) w powiecie bieszczadzkim.
1 czerwca 1975 roku gmina znalazła się w nowo utworzonym woj. krośnieńskim.
Gminę Zarszyn zredukowano ponownie 2 kwietnia 1991, kiedy to z części jej obszaru (sołectwa Besko, Mymoń i Poręby) utworzono nową gminę Besko.
Od 1999 ponownie w powiecie sanockim, w nowym województwie podkarpackim.

## Struktura powierzchni
Według danych z roku 2002 gmina Zarszyn ma obszar 105,96 km², w tym:
- użytki rolne: 67%
- użytki leśne: 25%

Gmina stanowi 8,65% powierzchni powiatu.

## Demografia
Dane z 31 grudnia 2018 r. 
| Opis                              | Ogółem | Ogółem | Kobiety | Kobiety | Mężczyźni | Mężczyźni |
| --------------------------------- | ------ | ------ | ------- | ------- | --------- | --------- |
| Jednostka                         | osób   | %      | osób    | %       | osób      | %         |
| Populacja                         | 9321   | 100    | 4812    | 51,62   | 4509      | 48,38     |
| Gęstość zaludnienia [mieszk./km²] |        |        |         |         |           |           |

- Struktura demograficzna[15]

| Gmina Zarszyn | Liczba ludności | W wieku od 2-17 lat | W wieku od 18-60 lat | W wieku od 61 lat i powyżej |
| Ogółem        | 9321            | 1782                | 5575                 | 1964                        |
| Kobiety       | 4812            | 886                 | 2770                 | 1156                        |
| Mężczyźni     | 4509            | 896                 | 2805                 | 808                         |

Struktura demograficzna
| Lp. | Miejscowość       | Liczba ludności | Urodzenia | Urodzenia | Urodzenia | Zgony  | Zgony   | Zgony     |
| Lp. | Miejscowość       | Liczba ludności | ogółem    | kobiety   | mężczyźni | ogółem | kobiety | mężczyźni |
| 1.  | Bażanówka         | 811             | 9         | 4         | 5         | 4      | 1       | 3         |
| 2.  | Długie            | 1611            | 14        | 8         | 6         | 11     | 5       | 6         |
| 3.  | Jaćmierz          | 794             | 7         | 4         | 3         | 11     | 6       | 5         |
| 4.  | Nowosielce        | 1362            | 13        | 8         | 5         | 15     | 7       | 8         |
| 5.  | Odrzechowa        | 1164            | 17        | 8         | 9         | 16     | 8       | 8         |
| 6.  | Pastwiska         | 225             | -         | -         | -         | 4      | 3       | 1         |
| 7.  | Pielnia           | 943             | 15        | 7         | 8         | 12     | 5       | 7         |
| 8.  | Posada Jaćmierska | 485             | 7         | 2         | 5         | 3      | -       | 3         |
| 9.  | Posada Zarszyńska | 946             | 7         | 6         | 1         | 8      | 2       | 6         |
| 10. | Zarszyn           | 980             | 11        | 6         | 5         | 11     | 4       | 7         |
|     | Razem             | 9321            | 100       | 53        | 47        | 95     | 41      | 54        |

## Sołectwa
Bażanówka, Długie, Jaćmierz, Jaćmierz Przedmieście, Nowosielce, Odrzechowa, Pastwiska, Pielnia, Posada Jaćmierska, Posada Zarszyńska, Zarszyn

## Sąsiednie gminy
Besko, Brzozów, Bukowsko, Haczów, Rymanów, Sanok